# 神童布鲁诺
《神童布鲁诺》是一部2000年的电影，由亚历克斯·D·林兹和雪莉·麦克雷恩主演。到2013年为止，此片是首部也是唯一一部由雪莉·麦克雷恩导演的作品。
此片由New Angel公司发行，《神童布鲁诺》首次公演是在2000年的洛杉矶电影节，并在部分影院小范围上映。之后，由Starz频道直接发行有线电视版。

## 剧情
布鲁诺·巴塔格里亚（亚历克斯·D·林兹 饰演）是一名就读于天主教会学校的小男生。布鲁诺的父亲迪诺（加里·辛尼斯 饰演）在多年前已离异，是一名警察，留下布鲁诺和前妻安吉拉（Stacey Halprin饰演）生活在一起。安吉拉体型超重并且经常将自己打扮得十分惹眼，和周围保守的意大利裔美国邻居产生了鲜明对比。
在参加教会学校举办的拼词比赛时，布鲁诺打算开始穿裙子。他认为穿裙子可以给他带来力量并且可以用来表达自己。他总是拿天使作比较，每当有人说他不可以穿着裙子去梵蒂冈获得拼词比赛冠军时，布鲁诺就会指出就连教皇也会穿裙子。因他的装着打扮，布鲁诺总是受到来自同学或老师的嘲笑和强烈指责，特别是来自修女院长（凯西·贝兹 饰演）的指责，以及来自同校同学的欺负。起初只有他的好朋友邵妮姑（Kiami Davael 饰演）支持他，但当他在拼词比赛中获得进展后，他敢于表达自我的勇气最终被他的同学和长辈们接受。在他的祖母海伦（雪莉·麦克雷恩饰演）的帮助下，布鲁诺开始拉近和父亲迪诺的关系，并使父亲受到自己的感染而打算重拾儿时所抛弃的成为歌剧演员的梦想。

## 演员
- 亚历克斯·D·林兹 — 布鲁诺·巴塔格里亚 (Bruno Battaglia)
- 雪莉·麦克雷恩 — 海伦 (Helen)
- 加里·辛尼斯 — 迪诺·巴塔格里亚 (Dino Battaglia)
- 凯西·贝兹 — 修女院长
- Stacey Halprin — 安吉拉·巴塔格里亚 (Angela Battaglia)
- Kiami Davael — 邵妮姑 (Shawniqua)
- Joey Lauren Adams — 唐娜·玛丽 (Donna Marie)
- 珍妮佛·提莉 — 多洛雷斯 (Dolores)

雪莉·麦克雷恩和凯西·贝兹之后还一同主演过2010年的电影情人节

## 引用
1. 1 2  Salamon, Julie. On a New Limb With Shirley MacLaine （页面存档备份，存于）, The New York Times, December 1, 2000. Accessed July 17, 2009.
2. 1 2  Shirley Maclaine Makes Her Film Directorial Debut With Bruno （页面存档备份，存于）, DigitalJournal.com, November 11, 2000. Accessed July 17, 2009.